# Little Ring Mountain
Little Ring Mountain, ou parfois Little Ring Peak, est un tuya de Colombie-Britannique, au Canada. Faisant partie du champ volcanique du mont Cayley, il culmine à 2 165 mètres d'altitude. Son nom provient du sommet Ring Mountain situé à proximité.

Carte topographique de la région du mont Cayley avec Little Ring Mountain en haut.